# 라몬 비예다 모랄레스 국제공항

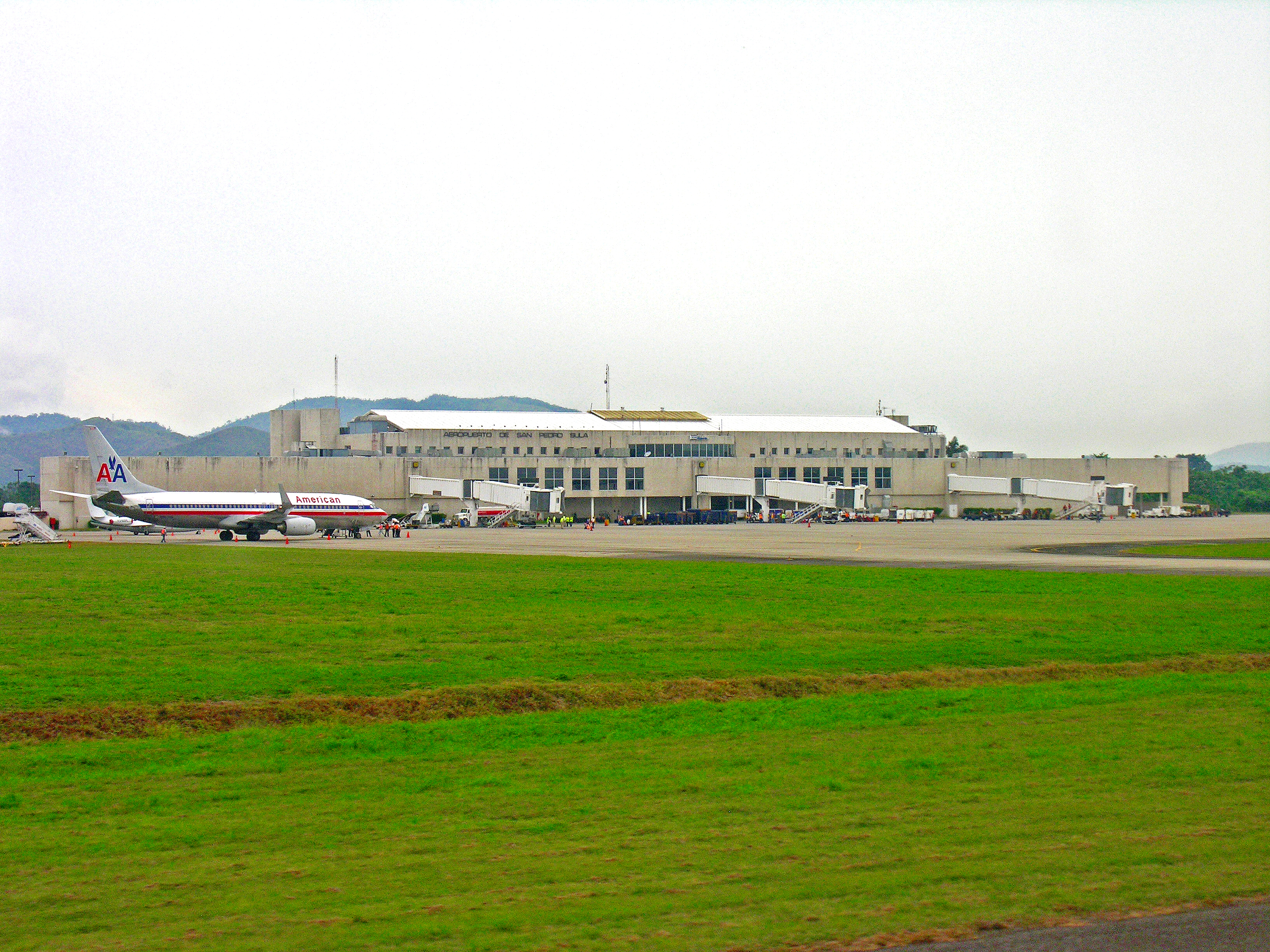

라몬 비예다 모랄레스 국제공항(Ramón Villeda Morales International Airport, IATA: SAP, ICAO: MHLM)은 온두라스 코르테스주 산페드로술라시에서 남동쪽으로 11킬로미터 거리에 위치한 공항이다.
이 공항의 이름은 1957년부터 1963년까지 온두라스의 대통령을 역임한 라몬 비예다 모랄레스의 이름에서 비롯된다. 온두라스의 주요 공항이자 가장 분주한 공항으로, 2018년 기준으로 약 1,022,924명의 승객이 이 공항을 이용하였다. 또, 국제 및 국내적으로 약 150편의 항공편을 처리한다.

## 시설
이 공항의 고도는 해발 28미터이다. 2,886 m × 46 m (9,469 ft × 151 ft)의 콘크리트 표면의 활주로가 하나 있다.